# Eulithis convergenata
Eulithis convergenata là một loài bướm đêm trong họ Geometridae.